# La Liste des désirs
Pour plus de détails, voir Fiche technique et Distribution.
La Liste des désirs (La lista de los deseos) est un film comique espagnol de 2020 réalisé par Álvaro Díaz Lorenzo, avec María León, Victoria Abril et Silvia Alonso et produit par A Contracorriente Films.

## Synopsis
Eva et Carmen se rencontrent pendant les séances de chimiothérapie. Carmen encourage Eva à faire une liste de choses qu'elle a toujours voulu faire mais qu'elle n'a jamais osé faire, et à les faire une fois le traitement terminé et sans en connaître les résultats. Eva fait sa liste et organise un voyage avec Carmen pour rayer ses "folies". Mar, la meilleure amie d'Eva, qui vient de devenir célibataire, fait elle aussi sa liste et s'inscrit à un voyage qui les unira pour toujours.

## Distribution
- María León : Emma
- Victoria Abril : Carmen
- Silvia Alonso : Mar
- Boré Buika : Manu
- Salva Reina : Toni
- Paco Tous : Ignacio
- Abdelatif Hwidar : Said
- Ammar Alkatib : Rachid
- Mara Guill : Sara
- Senae Refrade : Nasila
- Paco Calavera : Alcalá
- Farah Aiyade : Amira
- Joaquín Núñez : Carlos
- Lukas Pelinka : Carl
- José Luis Rasero : Paco
- Carolina Bassecourt : Sofía
- Álvaro Carrero : Antonio
- Juanma Lara : un conducteur grossier
- Irene López : Rosa
- Andrés Velencoso : Jorge
- Juanfra Juárez : Serrano
- Manuel Tafallé : Manolo
- Josema Pichardo : Valentín
- Ken Appledorn : Magnus
- José Ramón Bocanegra : Óscar
- Sebastián Haro : un médecin